# Salam al-Zobaie
Salam al-Zobaie, também conhecido como Salam al-Zaubai, é o vice-primeiro-ministro do Iraque.

## Ataques
al-Zobaie foi vítima de um atentado ocorrido no dia 23 de Março de 2007, por parte das milícias iraquianas tendo sido ferido num ombro e no estômago. Segundo fontes não confirmadas o seu estado não é grave.